# Aristolochia lozaniana
Aristolochia lozaniana là một loài thực vật có hoa trong họ Aristolochiaceae. Loài này được F.González mô tả khoa học đầu tiên năm 2001.